# مایکل اسمیت
مایکل اسمیت (به انگلیسی: Michael Smith)‏ (۲۶ آوریل ۱۹۳۲–۴ اکتبر ۲۰۰۰) زیست شیمیدان بریتانیایی متولد کانادا بود که «برای اختراع روش واکنش زنجیره پلیمراز»
برنده جایزه نوبل شیمی در سال ۱۹۹۳ شد.